# Melissa Wijfje
Melissa Wijfje (ur. 21 lipca 1995 w Ter Aar) – holenderska łyżwiarka szybka, srebrna medalistka mistrzostw świata.

## Kariera
Podczas mistrzostw świata juniorów w Bjugn w 2014 zdobyła złote medale w biegu na 1500 m i biegu drużynowym oraz srebrne w biegach na 1000 m i 3000 m oraz wieloboju. Na rozgrywanych rok później mistrzostwach świata juniorów w Warszawie zwyciężała w biegach na 1500 m, 3000 m, wieloboju i biegu drużynowym, a w starcie masowym była trzecia.
Na mistrzostwach świata na dystansach w Salt Lake City w 2020 wspólnie z Antoinette de Jong i Ireen Wüst zdobyła srebrny medal w biegu drużynowym. Na tej samej imprezie zajęła piąte miejsce w biegu na 1500 m i jedenaste w starcie masowym.
Zdobyła też złote medale w biegu drużynowym na mistrzostwach Europy na dystansach w Kołomnie w 2018 i mistrzostwach Europy na dystansach w Heerenveen w 2020.